# ホームドラマチャンネル
ホームドラマチャンネルは、松竹ブロードキャスティング株式会社が運営するCSチャンネル。スカパー!プレミアムサービスやスカパー!、ケーブルテレビ、IP放送を通じて放送される。

## 概要
- 開局当初はDVD化された国内ドラマ（ニュープリント）の放送が多かった。
- 松竹のグループ会社のため、必殺シリーズ・鬼平犯科帳・剣客商売をレギュラーで放送している他、時代劇の放送タイトル数が多い。
- 韓国ドラマや台湾ドラマの放送比率が高いのが特徴である。
- 時折、チャンネルオリジナルのドラマやバラエティ番組を放送することもある。NHK・民放で今まで放送されたテレビドラマやなどを放送している。また、東宝の系列会社である国際放映が制作に関与した作品も放映される割合が高かった。かつてはコアで珍品なアニメや特撮番組を放送することが多かったが、アニメ・特撮番組の枠は2014年現在、削除されている。
- スカパー!e2（現・スカパー!）のCh.CS194で完全無料放送を行ってきたインターローカルTVが、2010年9月16日24時をもって放送を終了することになったため、翌9月17日より同チャンネルを運営していた衛星基幹放送事業者のインターローカルメディアに番組を供給、スカパー!e2のCh.CS294に進出する。正式には同年10月1日から本放送を開始するが、前日までの2週間はサービス放送として無料で放送される。2011年4月1日よりベーシックパック「e2基本パック（2018年10月10日より「スカパー!基本プラン」に変更された）」に組み入れられる。
- 尚、この引き継ぎに伴いインターローカルTVで放送されていた番組のうち、同社の創業精神に即した一部の地方民放制作番組などを放送する時間として「インターローカルアワー」が設けられ、インターローカルメディア社はコンテンツサプライヤーとしてこの枠の番組供給事業を続ける。またこの枠については無料放送（ノンスクランブル）となり、従来のスカパー!HD並びにSDでも契約の有無に関わらず旧インターローカルTVが編成した地方局制作番組が見られるようになる[1][2]。
- 2015年7月1日より、名称を『ホームドラマチャンネル 韓流・時代劇・国内ドラマ』に変更。
- 2023年は開局25周年記念として、天地真理の冠番組「真理ちゃんシリーズ」全5シーズンを放送。

## 主な番組

### 放送中の番組
時代劇
- 必殺シリーズ
- 鬼平犯科帳シリーズ
- 剣客商売シリーズ
- 江戸を斬るシリーズ（TBSチャンネルでも放送）
- 大江戸捜査網

現代劇
- 東海テレビ制作ドラマ
  - 真珠夫人
- セーラー服と機関銃（1982年版・TBSチャンネルでも放送）
- 赤かぶ検事の逆転法廷
- ケンちゃんシリーズ
  - ジャンケンケンちゃん
  - ケンちゃんトコちゃん
  - ケーキ屋ケンちゃん
- 夜逃げ屋本舗
- それが答えだ!
- 不機嫌なジーン
- アタシんちの男子
- 青春オーロラ・スピン スワンの涙
- 女王の教室

アニメ・特撮
- 円盤戦争バンキッド
- メガロマン
- お〜い!竜馬

バラエティセレクション
- 11PM
- お笑いスター誕生

その他
- 温泉女子

インターローカルアワー（旧・インターローカルTV編成番組。無料放送）
- 現在放送中の番組
  - CaramelBoxTV（演劇集団キャラメルボックスの舞台中継。シアター・テレビジョンから移行）
  - 政経マネジメント塾（インターローカルメディアを運営する岩崎産業による経営教育番組）
  - ナマ・イキVOICE（鹿児島テレビ放送制作）
  - さつま狂句（南日本放送制作）
  - JEFF@KYOTO（KBS京都制作）
  - 舞妓みらくる（KBS京都制作）
  - MIDNIGHT jealkb
  - CM INDEX（東京企画制作）

- 歌謡ポップスチャンネルに移行した番組
  - 郷土劇場（沖縄テレビ放送制作）
  - ぐっ!ジョブ〜九州ゲンキ主義経済〜（TVQ九州放送制作）
  - ナンデモ特命係発見らくちゃく!（福岡放送制作）
  - 若っ人ランド（テレビ熊本制作）

- 過去に放送された番組
  - 至福の時間（TVQ九州放送制作）
  - 焼酎に恋して（インターローカルメディア制作）
  - virtual trip（日本BS放送制作、番組の中から主に九州・沖縄の映像を扱う）
  - MIYAZAKI経済ナビ（テレビ宮崎制作、番組自体終了）
  - 列車で行こう! 〜九州・鉄道の旅〜（TVQ九州放送制作）
  - Let's go Taiwan（台湾の紀行番組）
  - ウチナーアットホームTV〜ゆがふぅふぅ〜（沖縄テレビ放送制作）
  - おおいたデジタル紀行（大分放送制作）
  - T-pop NOW!!（タイの音楽情報番組）
  - 田村淳の日本国憲法TV
  - 桃色つるべ〜お次の方どうぞ〜